# Plusiodonta commoda
Plusiodonta commoda là một loài bướm đêm trong họ Noctuidae.